# 毛蚊虫疠霉
毛蚊虫疠霉（学名：Pandora bibionis）是属于虫霉目虫霉科虫疠霉属的一种真菌，寄生在毛蚊等双翅目昆虫上。该种分布于中国。